# Łaźbienie
Łaźbienie – w bartnictwie jesienne wybieranie miodu i wosku z barci w ilości zapewniającej pszczołom możliwość bezpiecznego przezimowania.